# Doktor Zjivago (miniserie)
Doktor Zjivago är en brittisk TV-serie från 2002. Serien sändes i SVT sommaren 2004. Manuset skrevs av Andrew Davies, baserat på Boris Pasternaks roman Doktor Zjivago från 1957.

## Rollista (i urval)
- Hans Matheson - Yuri Zhivago
- Keira Knightley - Lara Guishar Antipova
- Sam Neill - Victor Komarovsky
- Kris Marshall - Pasha Antipov/Strelnikov
- Alexandra Maria Lara - Tonya Gromeko Zhivago
- Bill Paterson - Alexander Gromeko
- Celia Imrie - Anna Gromeko
- Anne-Marie Duff - Olya Demina
- Maryam d'Abo - Amalia Guishar
- Hugh Bonneville - Andrey Zhivago
- Gregg Sulkin - Sasha